# Диявол з трьома золотистими волосками (2009)
Диявол з трьома золотистими волосинами (нім. Der Teufel mit den drei goldenen Haaren) — це німецький казковий фільм 2009 року, заснований на однойменній казці братів Грімм. Він був випущений телевізійною компанією ZDF у спільному виробництві з Provobis, Moviepool і Moonlake Entertainment для серії фільмів "Казки чарівних перлів".

## Фабула
Цар зі своїм оточенням поїхав до бідних фермерів збирати податки. У одному віддаленому будинку в селі він знаходить сліпу стару, яка стверджувала, що могла зазирати в майбутнє. У своєму будинку вона жила разом зі своїм новонародженим онуком, батьки якого нещодавно померли від міліарії. Вона пророкувала, що хлопчик колись одружиться з новонародженою дочкою короля, як він прийшов з чепчиком з утроби, який був знаком цього. Король бере дитину з собою, під відмовкою, що піклуватиметься про нього. Але коли він на шляху додому, у свій замок, залишається один, він спускає його в плетеному кошику в річку. Дитина несеться в кошику по річці, і затримується  на млині  перед мірошником і його дружиною, які, очевидно, тільки що втратили своє дитя; вони приймають його до себе, і ростять хлопчика.
Через 17 років сидить тепер уже дорослий хлопчик, Ганс, на дереві, і спостерігає як король, чий кінь був наляканий змією, проходить по галявині. Він застрибнув на коня, і зміг його заспокоїти і рятуючи короля. Він запрошує його до своєї сім'ї в млин. Батьки впізнають в ньому короля, і випадково розповідають йому, як Ганс потрапив до них. Звичайно, король відразу здогадався, про якого хлопчика йдеться. Побоюючись пророцтва, він посилає неосвіченого Ганса з листом до королеви, в якому він повідомив їй, що вона повинна вбити Ганса негайно. Ганс вирушив одразу в дорогу. Ганс зустрічається в лісі з розбійниками і просить в них місце, щоб поспати. Проте, вони вважають його шпигуном короля і замикають його. Вони забирають у нього листа і відкривають його. Оскільки тепер вони переконані в тому, що Ганс не шпигун, вони хочуть, щоб задати королю прочухана,  вони створили новий лист, в якому йдеться про те, королева повинна негайно одружити Ганса з принцесою. На наступний ранок вони знову посилають неосвіченого Ганса з листом.
Ганс зустрічає на шляху карету принца Віллібальда, фактичного майбутнього чоловіка принцеси. Він зумів непомітно проїхатись разом з каретою, і так він прийшов одночасно з принцом в замок. Він приніс з собою несправжній лист короля, і відразу ж заручився з принцесою, і одружився з нею на наступний день. Принц Віллібальд одразу ж відправився додому. Незабаром після шлюбу король повертається назад додому і помічає шахрайство. Він підозрює, що Ганс підробив листа і хоче стратити його. Однак, королева переконує його, що він не може зробити  цього, оскільки заручини вже відбулись. Для того, щоб все-таки позбутися Ганса, король посилає його в пекло, щоб відрізати в чорта три золоті волосини. Коли він принесе їх, він зможе одружитися з принцесою.
За допомогою сокола, Ганс долає свій шлях. Він приходить в село, де вичерпався колодязь і  висихають поля. Він сказав, що причину знає чорт. Він обіцяє з'ясувати чому і не продовжує свій шлях далі. Незабаром після того, як Ганс приходить до готелю, де нічого не відбувається, хліб сухий, суп рідкий і яблуня, яка колись мала золоті яблука, не приносить більше врожаю. Тут, також, йому сказали, що тільки чорт знає чому. Тут Ганс теж обіцяє, довідатись розгадку до  загадки, і продовжує свій шлях до пекла. Коли він прибув на річку, він зустрів мовчазного човняра, він може викликати, що він завжди буде йти вперед і назад, без відриву, і не може зупинити його, і чому знав тільки диявол. Ганс теж обіцяє йому знайти розв'язання його проблеми на зворотному шляху.